# Fernando Tavares Marques
Fernando Tavares Marques (29 de Setembro de 1940) é um actor de teatro, cinema e televisão, encenador e poeta português.

## Biografia

### Carreira teatral
Em 1957 começou a trabalhar como actor de teatro num grupo coordenado por Pedro Lemos, no Centro de Aperfeiçoamento Profissional do Sindicato dos Empregados de Escritório. Em 1966 tornou-se membro do grupo de teatro do Clube BP, e em 1977 estava integrado no Teatro de Ensaio do Barreiro. Em 1982 tornou-se parte do Clube de Teatro 1.º Acto, que depois mudou de nome para Intervalo - Grupo de Teatro. Foi como parte desta associação que cumpriu grande parte da sua carreira como actor, tendo alcançado a posição de director geral. Foi intérprete num grande número de peças de teatro de autores de renome internacional, como Ruzante, Bertolt Brecht, Mihura, Roque e Lyra, William Shakespeare, Eugène Labiche, Georges Feydeau, Anton Tchekhov, Federico Garcia Lorca, Henrik Ibsen, Carlo Goldoni, Pierre de Marivaux, Nikolai Gogol, Joel Costa e Carlos Muñiz (es). Actuou em vários festivais de teatro, tanto em Portugal como no estrangeiro, em Cabo Verde, França, Canadá e Suíça.
Em 1997 colaborou com o encenador Armando Caldas na tradução da obra Four Short Plays de Samuel Beckett, para o espectáculo de teatro Evocações... E não só, produzido pelo Intervalo Grupo de Teatro. Em 2008, foi um de vários actores que participou numa cerimónia de homenagem a Armando Caldas, no Teatro da Trindade, em Lisboa. Em 2011, participou como actor e foi o autor da letra na adaptação teatral As Bodas de Fígaro, de Pierre-Augustin Caron de Beaumarchais. Em 2012 encarnou a personagem de Miguel Torga na peça Torga, baseada na vida do escritor, e que passou no Auditório Municipal Lourdes Norberto, em Linda-a-Velha. A sua interpretação foi considerada pela Rádio Televisão Portuguesa como «uma imagem clara da vida de Torga com pormenores da sua vida como homem, poeta e dramaturgo de eleição». Foi o autor do poema final na peça O diário de uma criada de quarto, baseada no famoso livro do escritor francês Octave Mirbeau, e que foi estreada em Junho de 2013. Também em 2013, participou como intérprete e foi o responsável pela letra da versão teatral do conjunto de duas peças Mais vale rir do que chorar, escritas originalmente por Georges Courteline e Georges Feydeau. Em Julho de 2015 participou na peça As Faces de Pessoa, organizada em Oeiras nas comemorações do 80º aniversário do nascimento de Fernando Pessoa. Em 2019 fez a direcção-geral da peça Tio Vânia, de Anton Chekhov, e em 2021 do espectáculo de teatro Há Revista em Linda-a-Velha, com encenação de José Domingos Lobo, e que foi organizado no Auditório Municipal Lourdes Norberto, em Linda-a-Velha. Em Maio de 2021 foi um dos oradores num debate sobre cultura popular, na qualidade de director do Grupo de Teatro Intervalo, organizado no âmbito do festival Palco Oeiras 27.
Exerceu igualmente como encenador, principalmente em obras infantis, tendo por exemplo sido responsável pela adaptação da peça Zuca, Truca, Bazaruca e Artur, em Linda-a-Velha. Em 2008 produziu o espectáculo Os Macacos a Correr... E os Meninos a Aprender, e em 2012 O Cavalo que queria ser Artista, na Casa da Cultura da Sertã. Igualmente em 2012, foi o autor e encenador e participou como intérprete na peça infantil A Quinta do Ti Julião. Em 2015 escreveu e encenou a peça A Fabulosa Máquina... Sem Tempo!.

### Carreira na televisão e em cinema
Também actuou num grande número de telenovelas, como Todo o tempo do mundo, Ajuste de contas, Ganância, Amanhecer,O último beijo, Saber Amar, Lusitana Paixão, Queridas Feras, O Teu Olhar, Tempo de Viver, Tu e Eu, A Outra, Deixa-me Amar, e em diversas séries de televisão, como Médico de Família, Pequenos e Terríveis, Jornalistas, Capitão Roby, Uma Aventura, Ana e os Sete, Bando dos Quatro, Floribella, e Equador. A sua carreira também se extendeu ao cinema português e estrangeiro, tendo participado no filme nacional Zona J, na produção francesa Lire la Mort, no filme espanhol Sud-Express, e nas curtas metragens Olhó Passarinho e A morte de Tchaikovsky.

### Poesia
Destacou-se igualmente como poeta, tendo a sua obra sido classificada pelo investigador Domingos Lobo como tendo, «como afirmação identitária, uma característica fecunda e hoje rara: é genuína», e que «ao contrário das pessoanas derivações, não nos manda, a nós leitores, sentir: o poeta sente e investe no que escreve e, nessa intimidade conjuntiva do sentir, faz de nós cúmplices.». Elogiou igualmente larga escala estética apresentada por Fernando Tavares Rodrigues, afirmando que percorre «vários estilos e influências, diversos modos de abordagem do fenómeno poético.». Apontou como exemplo os poemas Fábula do Passarinho, que recorda tanto as cantigas de escárnio e maldizer como «a poesia satírica de João de Deus», A Natação, com uma estrutura sintática complexa onde o vocábulo Nada se multiplica ao longo do texto, desafiando a sua leitura em voz alta, e Beija-me na Boca, que considerou como um dos melhores exemplos da sátira e tendências humorísticas que marcam a obra do poeta. O seu poema Invenção de Mim sido musicada por Maria João Pires e Carlos do Carmo no disco Argumentos, lançado em 2012. Em Março de 2007, participou numa manifestação em Lsiboa contra a Guerra do Iraque, onde leu vários poemas, tendo na altura questionado «Em nome de que Deus se matam homens, mulheres e crianças, e se crê que o nosso gesto destrutivo irá ficar impune?».

## Trabalhos em televisão
| Ano         | Título                         | Papel                                             | Emissora |
| ----------- | ------------------------------ | ------------------------------------------------- | -------- |
| 1988        | Passerelle                     | Vizinho de Célia                                  | RTP      |
| 1989        | Esta Noite Sonhei com Brueghel | Amigo                                             | RTP      |
| 1993        | Viver com Saúde                | Várias personagens                                | RTP      |
| 1996        | Filhos do Vento                | Inspector da PJ                                   | RTP      |
| 1997        | A Grande Aposta                | Director da Clínica onde Ana Maria está internada | RTP      |
| 1998        | Terra Mãe                      | Médico                                            | RTP      |
| 1998        | Os Lobos                       | Dr. Gouveia                                       | RTP      |
| 1999        | Médico de Família              | Fernando                                          | SIC      |
| 1999        | Todo o Tempo do Mundo          | Dr. Paiva                                         | TVI      |
| 2000        | Jornalistas                    | Médico                                            | SIC      |
| 2000        | Ajuste de Contas               | Germano (Director do Hospital)                    | RTP      |
| 2000        | Uma Aventura                   | Jardineiro                                        | SIC      |
| 2000        | Super Pai                      | Professor                                         | TVI      |
| 2001        | Ganância                       | Ludovico                                          | SIC      |
| 2001        | Cuidado Com As Aparências      | —                                                 | SIC      |
| 2001        | Sonhos Traídos                 | Caetano                                           | TVI      |
| 2002        | O Olhar da Serpente            | —                                                 | SIC      |
| 2002        | O Bairro da Fonte              | —                                                 | SIC      |
| 2002        | O Último Beijo                 | Carlos Queiroz                                    | TVI      |
| 2003        | Lusitana Paixão                | Delegado de Resende                               | RTP      |
| 2003        | Amanhecer                      | Banqueiro                                         | TVI      |
| 2003        | O Teu Olhar                    | Juiz                                              | TVI      |
| 2004        | Ana e os Sete                  | Diretor da fábrica                                | TVI      |
| 2004        | Morangos com Açúcar            | Eusébio                                           | TVI      |
| 2004        | Inspector Max                  | Padre                                             | TVI      |
| 2005        | Clube das Chaves               | Médico                                            | TVI      |
| 2006        | Mundo Meu                      | Dr. Leão                                          | TVI      |
| 2006        | Aqui Não Há Quem Viva          | Augusto Bettencourt                               | SIC      |
| 2006        | Bando dos Quatro               | —                                                 | TVI      |
| 2006        | Tempo de Viver                 | Padre                                             | TVI      |
| 2007        | Fascínios                      | Conservador                                       | TVI      |
| 2007        | Rebelde Way                    | Médico                                            | SIC      |
| 2008        | Casos da Vida                  | Dr. Mendonça                                      | TVI      |
| 2008        | A Outra                        | Médico                                            | TVI      |
| 2008        | Feitiço de Amor                | Baptista                                          | TVI      |
| 2008        | Equador                        | Juiz                                              | TVI      |
| 2008        | Liberdade 21                   | Engenheiro                                        | RTP      |
| 2008        | Pai à Força                    | Dr. Frederico Pinho                               | RTP      |
| 2009        | Conta-me como foi              | —                                                 | RTP      |
| 2009        | Podia Acabar o Mundo           | Juiz                                              | SIC      |
| 2009        | Um Lugar Para Viver            | Horácio                                           | RTP      |
| 2009        | Perfeito Coração               | Martins                                           | SIC      |
| 2011 - 2012 | Velhos Amigos                  | António                                           | RTP      |
| 2012        | Doce Tentação                  | —                                                 | TVI      |
| 2012        | Doida por Ti                   | —                                                 | TVI      |
| 2012        | Dancin' Days                   | Porteiro                                          | SIC      |
| 2013        | Destinos Cruzados              | Médico                                            | TVI      |
| 2013        | Belmonte                       | —                                                 | TVI      |
| 2013        | Bem-Vindos a Beirais           | Jeremias                                          | RTP      |
| 2015        | Poderosas                      | —                                                 | SIC      |
| 2016        | Impostora                      | Professor                                         | TVI      |

## Trabalhos em Cinema
| Ano  | Título                                | Papel               |
| ---- | ------------------------------------- | ------------------- |
| 2000 | Olhó Passarinho                       | Engenheiro          |
| 2009 | A Esperança Está Onde Menos Se Espera | Médico              |
| 2010 | A Bela e o Paparazzo                  | Médico              |
| —    | Lire la Mort                          | Director da Clínica |